# Прудентополіс
Прудентополіс (порт. Prudentópolis бразильська португальська: [pɾudẽˈtɔpolis], стара українська назва Прудентопіль) — муніципалітет і його адміністративний центр у штаті Парана, у південній частині Бразилії. Населення муніципалітету станом на 2022 рік становило 49393 мешканців, з яких 75 % були українського походження. Це фактично робить Прудентополіс неофіційною столицею української громади в Бразилії, а українська мова набула статусу офіційної мови муніципалітету. З 2019 року Прудентополіс має статус міста-побратима Тернополя.

## Географія
Прудентополіс розміщений у штаті Парана приблизно за 200 км від Куритиби, столиці штату. Через муніципалітет проходять автошляхи BR-373 та BR-277. Хоча тут немає високих гір, муніципалітет має водоспади, десять з яких заввишки 100 м.

## Історія

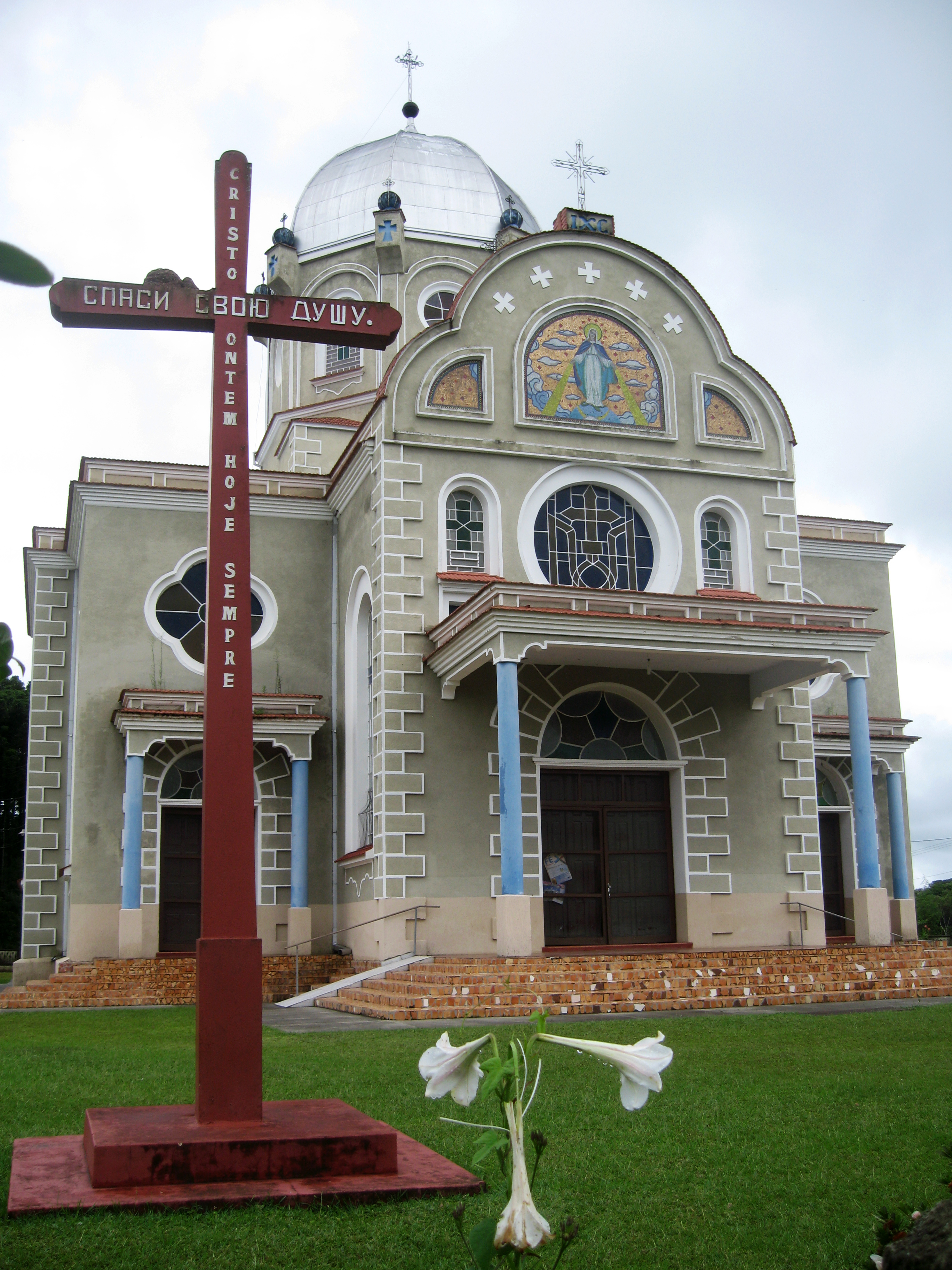
Українська церква

Перша хвиля іммігрантів з України почала прибувати до Бразилії близько 1885 року, коли в районі, де розміщений сучасний Прудентополіс, оселилося 1500 українських сімей, (приблизно 8000 осіб), вихідців із Галичини. Район Прудентополісу навіть має назву Нова-Галичина, саме на честь походження його жителів. Їм довелося пристосовуватися до незнайомих кліматичних умов, рослинності та землі, тому для успіху на новому місці була важливою єдність групи. Було організовано дрібні господарства фермерів та підприємства промисловців.
Саме місто офіційно засновано 1894 року указом губернатора штату Кандіда Ферейра ді Абреу. Місто зі сучасними вулицями та чітким плануванням, незвичними для цих диких місць, збудовано вже 1895 року. 1903 року в місті створено податкову та поліцейську служби, і вже 1906 року місто стає центром муніципалітету з назвою Прудентополіс на честь президента Пруденте де Мораїша (Prudente de Morais). Українська імміграція в регіоні тривала до середини 1920-х, і нині місто вважається найбільш українським у Бразилії, 75 % жителів є нащадками іммігрантів.
Друга хвиля імміграції припадає на 1946 рік, коли після Другої світової війни до Парани прибули понад 200 тис. українців із числа колишніх захоплених Німеччиною «остарбайтерів», військовополонених, політичних біженців, українців, що воювали на боці Німеччини проти СРСР.
Більшість переселенців (80 %), знаючи традиції вирощування пшениці, займалися землеробством, заклавши основи перших підприємств із виробництва борошна у штаті. Інша частина українців, що мали фах у різних галузях, пішли працювати у промисловість, здебільшого в меблеву та металообробну, та зайнялася вільними професіями (адвокати, лікарі тощо). Українська громада частково зберегла специфічні риси свого народу, особливо мовні та релігійні (греко-католицька та православна віра).

## Культура
Прудентополіс приваблює багатьох туристів культурною спадщиною українських іммігрантів. Хоча з першого погляду місто не дуже відрізняється від більшості подібних міст штату, воно додало до свого повсякденного життя багато успадкувань української культури: релігію, музику, мову (яку вивчають у школах), народні промисли, вбрання.
Значну роль у підтриманні культурних зв'язків між українськими іммігрантами та їх батьківщиною відіграє релігія. Один із двох головних храмів у місті — греко-католицька церква Святого Йосафата. Служіння тут здебільшого відправляються українською мовою, для них характерні незвичні серед католиків спів та діалоги між священником та вірними. В архітектурі церков приваблюють візантійські мотиви, наявність іконостасів та металевих куполів.
Якщо щодо релігії коріння українців міцне, то інші їхні осередки присвячують себе збереженню культурної спадщини. У Прудентополісі вже більше 60-ти років існує козацьке братство «Українські козаки». Асоціації митців, такі, як ансамбль народного танцю «Веселка» чи ансамбль бандуристів «Соловейко», зберігають спадщину предків — бандура вже протягом століть є символом української народної музики.
В кулінарії збереглися борщ, вареники, голубці, солонина та ковбаси зі свинини. Національний делікатес, який має загальнобразильську славу і що його почали виробляти у Прудентополісі — краківська ковбаса, на якій спеціалізується фірма з переробки м'яса «Алворада», яку заснував онук іммігрантів Діонізіо Опушкевич у 1950-х роках.  Щомісячні продажі продукції, вудженої на деревному вугіллі, сягяють 10 тонн. Українці Прудентополіса змогли зберегти свою тисячолітню культуру, водночас додавши до неї деякі відтінки бразильської творчості та синкретизму.
Також у місті діє український «Музей тисячоліття», в якому відвідувачі можуть ознайомитися з українською історією та культурою.
19 січня 2010 року президент Федеративної Республіки Бразилія Луїз Інасіо Лула да Сілва підписав закон, згідно з яким 24 серпня проголошено в Бразилії національним Днем української громади.
5 жовтня 2021 року на пленарному засіданні сесії за присутності 13-ти рад місцеві депутати одноголосно підтримали рішення про надання українській мові статусу офіційної в муніципалітеті Прудентополіс.

## Відомі люди
- Іван Боднарук — український педагог, письменник, есеїст, журналіст, громадський діяч[11].
- Архієпископ і митрополит Володимир (Ковбич)
- Єпископ Мирон (Мазур)
- Отець Микола Лиско
- Отець Доротей Шимчій
- Гуто Пашко — бразильський кінорежисер українського походження.